# 三戶城 (中國)
三戶城，古城名，位于河南省淅川县西南，有专家认为故址在今淅川县大石桥乡柳家泉村附近。公元前491年晋执戎蛮子以畀楚师于此城。战国后期，属秦国，遂改三户为三户亭，属于商邑。东汉延熹四年（161年），汉桓帝刘志封“河间王”刘开之子“三户亭侯”刘博为“任城王”。让他承奉刘尚的庙祀。刘博在位13年去世，死后无子，“任城王国”再度绝王。